# 卓文君

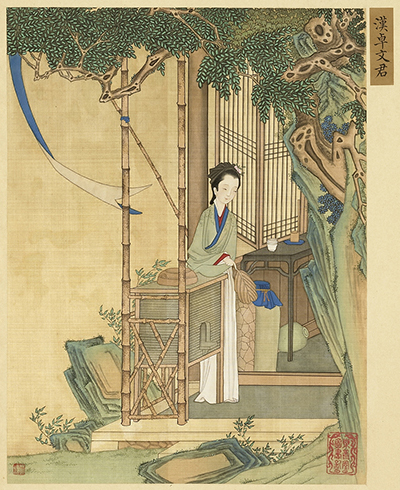
卓文君（『畫麗珠萃秀』）

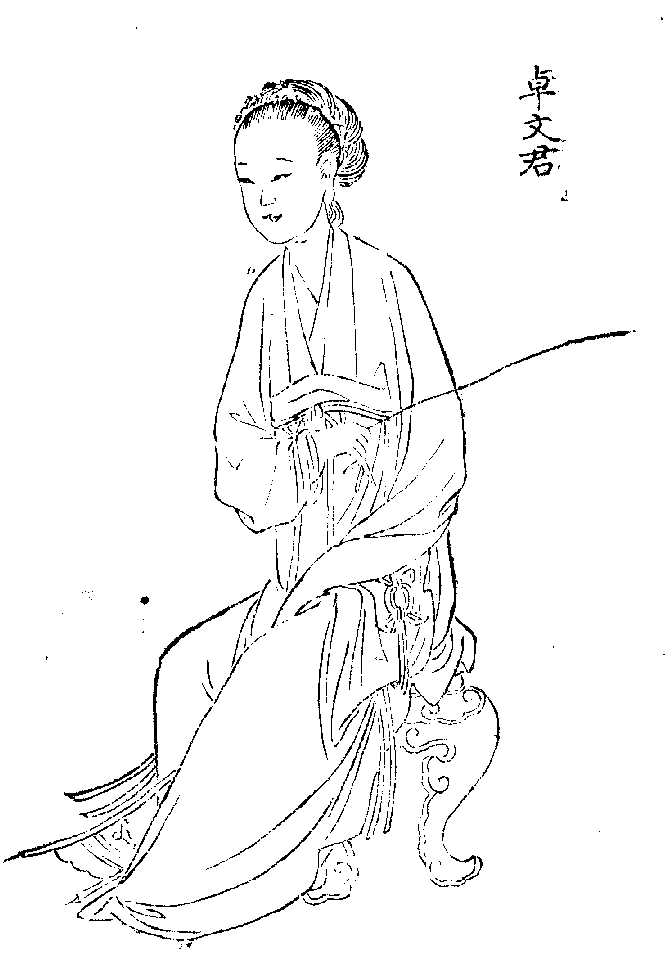
清の陸昶編『歴朝名媛詩詞』十二巻の卓文君の画。

卓文君（たくぶんくん）は、漢代の女性。賦の作者として有名な司馬相如の妻であり、「文君当爐」の逸話で知られる。
『百美新詠図伝』では、歴朝で最も名高い美人百人に選ばれている。また、中国四大美人と認知されることもある。

## 略歴
臨邛の富豪である卓王孫の娘である。結婚した後に夫を失い、実家に戻っていたとき、司馬相如と出会う。司馬相如は父の卓王孫の開いた宴会に呼ばれており、司馬相如の琴の巧みな演奏に卓文君は心惹かれた。卓文君は音楽を好んでおり、そのことを知っていた司馬相如が卓文君の好意を得るために計画的に琴を奏でたのだともいう。
卓文君は自身が未亡人であるため、司馬相如に引け目を感じていた。しかし、卓文君はすぐに司馬相如からの恋文を受け取る。二人で成都へと出奔するが、父に勘当されて貧窮した。そこで卓文君は司馬相如を連れて臨邛に戻ると、酒場を構え、卓文君が接客を行った。卓王孫はこれを恥じ、やむなく自身の財産を卓文君に分け与えたという。
これが「文君当爐」の逸話として知られており、『史記』・『漢書』に詳細な記述がある。両書が詳しいのは司馬相如の自叙伝をそのまま引いてきたためであるとされる。
のちに妾を置こうとした司馬相如に抗議して、『白頭吟』を作ったとも言われるが、偽作であるとされる。
成都に卓文君たちが帰ったのち、司馬相如が卓文君の美貌のために好色となり、そのため持病の糖尿病を悪化させたという説話が『西京雑記』に載せられている、そこで司馬相如は、文君を題材に美人賦を作り、自らを戒めようとしたが、結局かなわず死去した。卓文君は誄を作って司馬相如を追悼し、それが世間に知られるところとなったという。
『西京雑記』は、文君についてその美貌とともに「放誕にして風流」な性格であったと記し、そのため礼の作法を逸脱して司馬相如と駆け落ちしたのだという。
『万葉集』巻二に収められた石川女郎と大伴田主の贈報歌群は、卓文君と司馬相如の恋愛譚を踏まえたものであるとされる。